# الذراع (تعز)
الذراع هي إحدى قرى الجمهورية اليمنية. وهي تتبع جغرافيًا لمحافظة تعز. وإداريًا لمديرية المواسط. يبلغ تعداد سكانها 1122 نسمة حسب الإحصاء الذي جرى عام 2004.